# گرانیتس (صربستان)
گرانیتس (به صربی: Granice) یک منطقهٔ مسکونی در صربستان است که در ملادنوواتس واقع شده‌است.